# De Kronieken van Narnia: Het paard en zijn jongen
Het paard en zijn jongen is het derde boek, in een reeks van zeven, De Kronieken van Narnia, van de auteur C.S. Lewis. Het verhaal speelt zich af in de tijd dat Peter (uit het tweede boek) Hoge Koning is in Narnia. Het boek werd als vierde geschreven en is het vijfde in volgorde van publicatie. Het Engelse origineel uit 1954 had de titel The Horse and His Boy; het werd in 1958 vertaald in het Nederlands en hervertaald in 1991 met een tweede druk in 2001. Deze vertalingen hadden als titel Het paard en de jongen. In 2021 is het boek hertaald door Imme Dros en is de titel aangepast naar Het paard en zijn jongen.
Dit boek is het enige boek dat zich geheel in de wereld Narnia afspeelt en niet in de werkelijke wereld.

## Verhaal
In Calormen (een land ten zuiden van Narnia) woont een arme visser. Hij heet Arshiesh en woont samen met een jongen genaamd Shasta. Shasta denkt dat Arshiesh zijn vader is. Er komt een edelman langs met een paard genaamd Brie. De edelman biedt Arshiesh aan Shasta als slaaf te kopen. Shasta gaat er met het paard vandoor voordat de koop tot stand komt. Het blijkt dat Brie kan praten, hij komt oorspronkelijk uit Narnia en wil graag terug daarheen. Zo gaat Shasta onder leiding van het paard Brie op reis naar Narnia. Hij wordt als hij op Brie rijdt plots achtervolgd door een troep leeuwen. Shasta weet niet hoe gevaarlijk een leeuw is en zegt tegen Brie dat hij liever tegen de leeuwen vecht dan tegen de onbekende ruiter die niet ver van hen vandaan rijdt. Brie neemt het liever tegen de ruiter op.
De ruiter blijkt geen achtervolger die Brie en Shasta achterna zit maar een meisje genaamd Aravis. Ze rijdt op een sprekend paard dat Winne heet. Aravis blijkt een jonkvrouw die op de vlucht is voor een gedwongen huwelijk en ze besluit Shasta en Brie te vergezellen.
Als ze door de stad Tashbaan trekken, raken ze elkaar kwijt. Shasta wordt door mensen uit Narnia meegenomen. Ze denken dat hij prins Corin is, daar lijkt hij namelijk heel erg op. 
Shasta hoort van de Narniërs dat prins Rabadash (uit Calormen) met koningin Susan (uit Narnia) wil trouwen. Maar nu zij Rabadash heeft leren kennen wil ze dat niet. Daarom zullen de Narniërs vluchten met hun schip. Shasta ontsnapt weer als de echte prins Corin komt. Hij verschuilt zich op de ontmoetingsplaats die hij met Aravis heeft afgesproken, een dodenstad aan de rand van Tashbaan. Een kat houdt hem in de nacht gezelschap en jaagt de jakhalzen voor hem weg.
Aravis gaat ondertussen met haar vriendin Lasaraline mee. Ze zullen door het paleis van de Tisrok uit de stad gaan. De meisjes luisteren een gesprek af, waarbij ze horen dat prins Rabadash heel kwaad is op de ontsnapte koningin Susan en van plan is Anvard (de hoofdstad van Archenland) aan te vallen en daarna Narnia te veroveren. 
Als Aravis bij de paarden en Shasta komt reizen ze zo snel mogelijk door de woestijn naar Anvard. Als ze de bergen van Archenland bereiken, hebben ze niet zo'n haast meer totdat ze opnieuw door een leeuw worden opgejaagd. Shasta vertelt het bericht over de aanstaande aanval aan koning Lune van Archenland en aan dieren in Narnia. Zo zijn ze tijdig op de hoogte van de plannen van Rabadash en kunnen ze Rabadash verslaan. Rabadash wordt door de leeuw Aslan veranderd in een ezel. Hij vertelt dat hij de troep leeuwen was die beide kinderen bij elkaar bracht, de kat die Shasta gezelschap hield en weer de leeuw die hen opjoeg. 
Het blijkt nu ook dat Shasta eigenlijk Coor heet en een broer van Corin is. Ook geeft Koning Lune een groot feest. Coor zal later koning worden, in plaats van Corin, maar dat vindt Corin helemaal niet erg. Aravis en Coor trouwen en Brie en Winne gaan in Narnia wonen.